# Moos (Familienname)
Moos ist ein deutscher Familienname.

## Namensträger
- Alexandre Moos (* 1972), Schweizer Radrennfahrer
- Alfred Moos (Komponist) (Frank Elmer Demooc; 1899–nach 1954), Schweizer Kapellmeister, Musikwissenschaftler und Komponist
- Alfred Moos (Heimatforscher) (* um 1943), deutscher Wirtschaftsinformatiker und Heimatforscher
- Armin von Moos (1907–1981), Schweizer Geologe und Geotechniker
- August Moos (1893–1944), deutscher Erdölgeologe
- Carl Moos (1878–1959), deutsch-schweizerischer Werbegrafiker und Illustrator
- Carlo Moos (* 1944), Schweizer Historiker
- Christian Moos (* 1971), deutscher Verbandsfunktionär
- Franz Xaver Moos-Schumacher (1819–1897), Schweizer Industrieller
- Hans Moos (1862–1929), Schweizer Agronom
- Hartmann von Moos (1737–1803), Schweizer Geistlicher
- Hedwig Egger-von Moos (1880–1965), Schweizer Geschäftsfrau und Lyrikerin
- Heinrich von Moos (Landammann) († 1386), Schweizer Adliger und Landammann
- Heinrich von Moos (Schultheiss) († 1430), Schweizer Adliger und Schultheiss der Stadt Luzern
- Heinrich Moos (Fechter) (1895–1976), deutscher Fechter
- Helmut Moos (1931–2017), deutscher Bildhauer
- Hermann Moos (1896–1950), deutscher Schriftsteller, Komponist und Museumsleiter
- Hermine Moos (1888–1928), deutsche Puppenmacherin und Malerin
- Hildegard Moos-Heindrichs (1935–2017), deutsche Schriftstellerin
- Johann Kaspar Moos (1774–1835), Schweizer Maler
- Joseph von Moos (1859–1939), Schweizer Maler und Grafiker
- Jürgen Moos (giorgio; * 1954), deutscher Holzbildhauer und Maler
- Julian von Moos (* 2001), Schweizer Fußballspieler
- Karl Moos (1756/1765–1799), slowenischer Violoncellist
- Kaspar von Preysing-Lichtenegg-Moos (1880–1918), bayerischer Offizier und Reichsrat
- Leo von Moos (1872–1943), österreichischer Bildhauer
- Lisa Moos (* 1968), deutsche Autorin
- Lotte Moos (1909–2008), deutsch-britische Dichterin und Dramatikerin
- Ludwig Moos (Maler) (1890–1967/1972), deutscher Maler
- Ludwig von Moos (1910–1990), Schweizer Politiker (CVP)
- Ludwig Moos (Lektor) (* 1942), deutscher Lektor und Autor
- Ludwig von Moos-Schumacher (1817–1898), Schweizer Industrieller
- Ludwig von Moos-Zetter (1877–1956), Schweizer Industrieller
- Malte Moos (* 1996), deutscher Fußballspieler
- Max Moos (Kunstsammler) (1880–1976), Schweizer Kunstsammler und Galeriegründer
- Max von Moos (1903–1979), Schweizer Maler und Grafiker
- Moritz Moos (* 1994), deutscher Ruderer
- Nele Moos (* 2001), deutsche Para-Leichtathletin
- Nico Moos (* 2000), deutscher Fußballspieler
- P. Moos (Phillip Moos), Schweizer Hip-Hop-Musiker
- Paul von Moos (Kaufmann) (1853–1920), Schweizer Offizier, Kaufmann, Bankier und Politiker
- Paul Moos (Musikschriftsteller) (1863–1952), deutscher Musikkritiker und Musikschriftsteller
- Paul von Moos (Maler) (1882–1969), Schweizer Maler
- Peter von Moos (* 1936), französischer Philologe
- Reinhard Moos (* 1932), deutsch-österreichischer Jurist
- Rudolf Moos (1866–1951), deutscher Schuhunternehmer
- Rudolf H. Moos (Rudolf Hugo Moos; * 1934), US-amerikanischer Psychologe
- Rudolf Walter von Moos (1884–1957), Schweizer Jesuit und Rassentheoretiker
- Salomon Moos (1831–1895), deutscher Mediziner
- Samuel Moos (Samuel Moos-Moore; 1883–1984), deutscher Gynäkologe
- Siegfried Moos (1904–1988), deutsch-britischer Wirtschaftswissenschaftler
- Stanislaus von Moos (* 1940), Schweizer Kunsthistoriker und Architekturtheoretiker
- Thorsten Moos (* 1969), deutscher Theologe
- Valentin Moos (Bruno Moos; 1904–1982), deutscher Missionar
- Veronika Moos-Brochhagen (* 1961), deutsche Künstlerin
- Walter Moos (Mediziner) (1894–1962), Schweizer Psychiater
- Walter von Moos (1918–2016), Schweizer Chemiker und Industrieller
- Willi Moos (1900–1981), deutscher Jurist und Landrat